# Drève Joseph Vanderborght
La drève Joseph Vanderborght est un clos bruxellois de la commune d'Auderghem dans le quartier Tenreuken, qui aboutit sur l'avenue Jean Van Horenbeeck sur une longueur de 130 mètres.

## Historique et description
Le 23 octobre 1953, le collège baptisa cette voie sans issue du nom de Joseph Vanderborght, ancien échevin auderghemois.
Cette nouvelle voie publique fut tracée sur le chemin d’accès de la villa de M. Accent, père de Jean. Cette villa, bâtie en 1930 par l’architecte Art déco Henri Lacoste, porte actuellement le n° 13.